# Susumu Hirasawa
Susumu Hirasawa (平沢 進, Hirasawa Susumu) est un compositeur japonais né le 2 avril 1954 à Adachi (Tokyo).

## Biographie
En cinquième année du primaire, Hirasawa commence à jouer de la guitare électrique, inspiré par les groupes de surf music et de rock instrumental qu'il a entendu à la radio et la télévision, rejoignant par la suite le groupe de son lycée. En 1973, il forme le groupe de rock progressif Mandrake, qui intègre des éléments de l'heavy metal et du krautrock. Étant l'un des rares groupes japonais de rock progressif de son époque, Mandrake obtient peu de succès et ne sort aucun album de son vivant.
Après avoir découvert le punk rock et avoir travaillé sur des projets reposant sur des synthétiseurs, Hirasawa sent que le rock progressif ne devient qu'un divertissement et décide de réformer le groupe en 1979 en tant que P-Model, et invente un nouveau genre musical très imprégné de synthétiseur et de sample : le « techno-punk ». Le groupe ayant débuté avec succès, Hirasawa réagit négativement à celui-ci, l'amenant à se tourner vers du post-punk et du rock expérimental, décidément peu commerciaux. Avec Hirasawa au premier plan, le groupe passe par diverses organisations et acquiert une certaine popularité sur la scène de la musique indépendante japonaise.
En 1989, Hirasawa lance sa carrière solo. Libéré des contraintes d'un groupe, ses albums sont marqués par un refus de s'en tenir à un genre particulier. Son premier album mêle des chants traditionnels Africains et orientaux à une musique futuriste. Il continue de faire évoluer sa musique tout en travaillant simultanément avec deux instances de P-Model jusqu'à la dissolution du groupe en 2000. Depuis, il publie activement de nouvelles musiques.
Si Hirasawa est surtout connu au Japon pour les deux premiers albums de P-Model, il acquiert une reconnaissance internationale pour son travail sur des bande-sons, et plus particulièrement pour les adaptations du manga Berserk de Kentarō Miura et le travail du réalisateur de dessins animés Satoshi Kon.

## Compositions
La musique d'Hirasawa s'inspire de concepts tels que la psychologie analytique, les progrès de la technologie du numérique, les philosophies du yin et du yang et les principes de la nature face aux machines. En tant que passionné de romans de science-fiction depuis les années 1970 et lecteur éclectique en général, il s'inspire des travaux de Frank Herbert, Carl Gustav Jung, Hayao Kawai, Kenji Miyazawa, George Orwell, Wilhelm Reich, Antoine de Saint-Exupéry, Theodore Sturgeon, Nikola Tesla et Kurt Vonnegut.
La Thaïlande est une source d'inspiration constante pour sa musique. Lors d'un voyage à Phuket en 1994, Hirasawa traverse un « choc thaïlandais », émerveillé par la culture du pays, à savoir ses interprètes de cabaret transgenre, invitant certains à être chanteurs sur ses albums et interprètes dans ses concerts tout au long de sa carrière. Après de nombreux voyages dans le pays, Hirasawa s'identifie de plus en plus à la population transgenre, intégrant dans son travail leurs problèmes et expériences sociales.
Concernant la catégorisation de sa musique en fonction des tendances occidentales, Hirasawa a dit :

« Je n'aime pas entendre quelqu'un décrire [ma musique] par du rock bizarre ou de la techno étrange. Ce genre est sûrement difficile à définir sur la scène musicale, car il ne répond pas aux normes des classements musicaux occidentaux. Par conséquent si un critique de musique de rock tente de me juger [moi et ma musique], tout ce qu'ils proposent n'est que de la musique d'ambiance ou de la musique pour se droguer. [La scène musicale japonaise] n'aide pas à introduire des termes tels que le New Age ou la psychologie transpersonnelle. Je veux que ma musique atteigne une partie plus large de la société, étant une musique née de la culture japonaise, et je pense que c'est pour cela que je veux me connecter au monde qui n'existe pas sur la scène musicale. »

## Performances
Pour chaque album solo principal qu'il sort, Hirasawa met également en scène un « Spectacle Interactif en Direct » (Interactive Live Show) en accompagnement, un concert interactif qui combine l'infographie et sa musique pour raconter une histoire. Le déroulement de chaque spectacle est déterminé par la participation du public. Par exemple, Interactive Live Show 2000 Philosopher's Propeller a été mis en scène comme un labyrinthe, et le public a été invité à choisir la direction à suivre. Munis des numéros de téléphone de quatre téléphones cellulaires pendant une chanson, le public a été autorisé à appeler les numéros pour qu'Hirasawa joue les sonneries correspondantes, ce qui a créé une harmonie improvisée entre la musique de fond et les sonneries de téléphone. Depuis 1998, la participation est possible par internet.
La musique d'Hirasawa en concert est faite d'échantillons qu'il active avec diverses machines artisanales et de pistes préenregistrées sans voix. Pour les concerts Solar Live, il a utilisé l'énergie solaire et une dynamo comme sources d'énergie pour son équipement électronique.
Depuis le début de sa carrière solo, Hirasawa cherche à diminuer le nombre d'artistes autour de lui. La majorité de ses albums solo à partir de 1992 ne présentent aucun musicien invité et les musiciens en soutien en concert ont été abandonnés en 1994. Depuis, seuls quelques spectacles ont eu des chanteurs invités ou musiciens en soutien.

## Équipement utilisé
L'un des facteurs déterminants d'Hirasawa qui le distingue des autres artistes d'électronique japonais est sa constante évolution des techniques de production et de l'équipement.

### Guitares
Hirasawa favorise les guitares conçues spécifiquement par des fabricants japonais. Au début des années 1990, des fabricants de guitares électroniques s'éloignent de la production en masse de modèles étrangers pour se tourner vers des modèles originaux. À la suite de ce mouvement, Hirasawa a joué avec de nombreux modèles uniques. Sur une période de cinq années, des derniers jours de Mandrake à la première formation de P-Model, il utilise la H.S. Anderson Rider, la Fernandes Art Wave et l'ESP Random Star, les peignant de couleurs vives (bordeaux, jaune, bleu et blanc),. En 1983, il prend comme guitares principales des guitares en aluminium Talbo (東海楽器・Talbo) de Tōkai Gakki, attiré par leur matériau et conception unique. Sur une période de onze ans, il utilise plusieurs Tōkai Talbos, donnant à la guitare une partie intégrante de son image.
Après que Tōkai discontinue la production et le service client de la Talbo à la suite de difficultés financières au milieu des années 1990, Hirasawa demande à Fernandes de lui faire une guitare de son propre design en 1994 appelée PHOTON, une guitare de la forme d'une Talbo avec un coffre en bois. En 2004, il demande à TALBO Secret FACTORY, un fabricant de Talbos dirigé par d'autres musiciens aimant aussi la guitare et voulant continuer à l'utiliser, de fabriquer une Talbo de son propre design, appelée ICE-9 (nommée après le matériau du même nom du roman Le Berceau du chat de Kurt Vonnegut). Elle devient la guitare principale d'Hirasawa pour les huit années suivantes. Pour la présenter, il réalise un mini-album éponyme en 2005.
Hirasawa continue de travailler avec TALBO Secret FACTORY, demandant en 2011 la conversion d'un de ses premiers modèles Tōkai en un nouveau design qu'il a lui-même confectionné, l'ASTRO, et le renouvellement de la PHOTON avec de nouvelles spécifications après deux décennies d'utilisation. En 2012, HISASHI, le cofondateur de Secret FACTORY, lui offre une Talbo designée par lui-même, l'EVO 0101Z, qu'Hirasawa adopte comme nouvelle guitare principale, possédant des copies standards et deux copies équipées de single coils pour une utilisation limitée.
À côté de celles-ci, Hirasawa utilise aussi différents types de guitares pour des usages spécifiques, utilisant des guitares MIDI comme l'Ibanez X-ING IMG-2010 et la Casio MG500, différents modèles acoustiques et classiques, des guitares de surf classiques comme la Mosrite et la Jaguar, ou encore la guitare silent Aria AS-100C/SPL.

### Instruments électroniques
Hirasawa utilise beaucoup d'ordinateurs Amiga dans ses travaux, en commençant par la production d'infographie en 1987, puis en l'appliquant à ses albums et concerts, en utilisant des applications telles que Say, SCALA, Bars and Pipes, SuperJAM! et OctaMED. Il cesse d'utiliser des Amigas avec les concerts LIMBO-54 de 2003 et albums Byakkoya/Paprika de 2006, puisque « maintenir une Amiga à cette époque est, comme entretenir une voiture de collection, coûteux ».
Dans les années 1990, il entame une transition progressive vers Microsoft Windows (en barbotant plus tard sur Ubuntu pendant un certain temps), en utilisant des programmes tels que Delay Lama, Vocaloids, Bars'n'Pipes (une continuation non officielle du programme Amiga), Sonar et Synth1.
Lors de ses choix de sons d'instruments à cordes, Hirasawa cherche à obtenir des tonalités instables et un « son sombre », qu'il trouve harmonieux, tel que le mellotron, les synthétiseurs Kurzweil et la gamme de sons polyphoniques d'EASTWEST.

## Discographie

### Avec Mandrake
- 1985 - 飾り窓の出来事. Bootleg
- 1994/10/22 - Pre P-MODEL Air on the wiring (配線上のアリア?)
- 1997/03/25 - unreleased materials vol.1
- 1997/05/21 - unreleased materials vol.2

### Avec P-Model

#### Albums studio
- 1979/08/25 - In a model room (イン・ア・モデル・ルーム?)
- 1980/04/25 - Landsale (ランドセル?)
- 1981/03/25 - Potpourri (ポプリ?)
- 1982/03/01 - Perspective (パースペクティヴ?)
- 1984/02/25 - Another game (アナザー・ゲーム?)
- 1985/10/25 - Karkador (カルカドル?)
- 1986/06/25 - One pattern (ワン・パターン?)
- 1992/02/26 - P-model (P-モデル?)
- 1993/03/25 - Big body (ビッグ・ボディ?)
- 1995/12/10 - Fune (舟?)
- 1997/11/29 - Electronic tragedy/~ENOLA (電子悲劇/〜エノラ?)
- 1999/09/22 - Music industrial wastes〜P-MODEL OR DIE (音楽産業廃棄物〜P-MODEL OR DIE?)
- 2004/10/07 - KAKU P-MODEL Vistoron (核P-MODEL - ビストロン?)
- 2013/10/09 - KAKU P-MODEL Gipnoza (核P-MODEL - гипноза?)
- 2018/09/05 - KAKU P-MODEL Kai=Kai (核P-MODEL - 回＝回?)

#### Autres albums
- 2014/05/21 - KAKU P-MODEL The method of the LIVE 2: The magic for introduction (核P-MODEL - LIVEの方法2 導入のマジック?)

#### Singles
- 1979/07/25 - Art mania (美術館で会った人だろ?)
- 1979/11/25 - Kameari pop (カメアリ・ポプ?)
- 1980/05/25 - Missile (ミサイル?)
- 1981/03/25 - Junglebed II (ジャングルベッド II?)
- 1996/10/19 - Rocket shoot - Unifix one (ロケット・シュート?)
- 1997/08/01 - Ashura clock - Unifix eight (アシュラ・クロック?)
- 1997/08/30 - Layer green - Unifix nine (レイヤー・グリーン?)
- 2005/06/30 - KAKU P-MODEL Anti-vistoron - Mecano version (核P-MODEL - アンチ・ビストロン?)

### AvecShun(旬?)
- 1984/02 - Shun I (旬I?)
- 1985/04 - Shun II (旬II?)
- 1985/05 - Shun III (旬III?)
- 1987/10/25 - Shun IV (旬IV?)
- 1994/05/25 - OOPARTS
- 1994/10/22 - Landscapes
- 1996/02/29 - Kun Mae on a calculation (計算上のKun Mae?)

### Albums solo

#### Albums studio
- 1989/09/01 - Water in time and space (時空の水?)
- 1990/05/25 - The ghost in science (サイエンスの幽霊?)
- 1991/05/25 - Virtual rabbit (ヴァーチュアル・ラビット?)
- 1994/02/25 - Aurora (オーロラ?)
- 1995/08/02 - Sim city (シム・シティ?)
- 1996/08/01 - Siren (セイレーン?)
- 1998/08/21 - Technique of relief (救済の技法?)
- 2000/10/06 - Philosopher's propeller (賢者のプロペラ?)
- 2003/02/13 - Blue limbo
- 2005/01/10 - Ice-9
- 2006/02/02 - Byakkoya (白虎野?)
- 2009/02/18 - Planet roll call (点呼する惑星?)
- 2012/11/23 - The secret of the flowers of phenomenon (現象の花の秘密?)
- 2015/11/18 - The man climbing the hologram (ホログラムを登る男?)
- 2021/07/28 - BEACON

#### Autres albums
- 1988/04/10 - Tamashii no furusato - Charity original tape (魂のふる里?)
- 1990/10/25 - Error CD  (エラー CD). Live
- 1992/05/02 - Tamashii no furusato - Essence of Hirasawa solo works (魂のふる里?). Best of
- 2001/10/11 - Solar ray. Remix
- 2003/07/26 - Nano-duplication memorials (ナノ重複記念曲集?). Remix
- 2004/01/10 - Switched-on lotus. Remix
- 2008/04/23 - Phonon 2550. Live
- 2010/06/01 - Totsu Gen Hen I (突弦変異?). Remix
- 2010/11/10 - Hen Gen Ji Zai (変弦自在?). Remix
- 2012/02/29 - Haldyn dome. Box set
- 2013/06/08 - P-0 gazio mix CD. Remix
- 2014/09/24 - Archetype - 1989-1995 polydor years of hirasawa. Best of
- 2016/09/24 - Ash Crow - Susumu Hirasawa Soundtracks for BERSERK. Compilation de bande originale de Berserk
- 2017/12/21 - - The 6th formant (第6フォルマント?). Remix
- 2023/02/03 - Rubedo/Albedo. Remix

#### Bandes originales
Sauf précision, il s'agit de bandes originales de films ou de série d'animation.
- 1991/07/25 - Detonator Orgun - Original video anime soundtrack 1 (デトネイター・オーガン1)
- 1991/10/25 - Detonator Orgun - Original video anime soundtrack 2 (デトネイター・オーガン2)
- 1992/03/25 - Detonator Orgun - Original video anime soundtrack 3 (デトネイター・オーガン3)
- 1993/01/25 : Kamui Mintara
- 1997/11/06 - Kenpū denki Berserk (剣風伝奇ベルセルク)
- 1999/03/01 - Lost legend (ロストレジェド)
- 1999/12/15 - Berserk (jeu vidéo) (ﾍﾞﾙｾﾙｸ 千年帝国の鷹篇 喪失花の章 ｹﾞｰﾑ ｻｳﾝﾄﾞﾄﾗｯ)
- 2002/09/06 - Millennium Actress (千年女優)
- 2004/05/12 - Paranoia agent (妄想代理人)
- 2004/11/25 - Berserk - Sennen teikoku no haka hen ~ Seima Senki no Sho (jeu vidéo) (ベルセルク~千年帝国の鷹篇 聖魔戦記の章) ; génériques de début (OP) et de fin (ED) (Sign et Sign 2)
- 2006/11/23 - Paprika (パプリカ)
- 2007/06/07 - Eizo no Tame no Ongaku - Susumu Hirasawa Soundtrack no Sekai - Music for movies (Best of) (映像のための音楽～平沢進サウンドトラックの世界)
- 2012/01/24 - Berserk : L'Âge d'or - Aria
- 2016/07/01 - Berserk - Hai yo ( 灰よ )